# Gustav Albert John
Gustav Albert John (* 25. September 1808 in Stapelburg; † 7. November 1873 in Quedlinburg) war ein deutscher evangelischer Geistlicher.

## Leben
John war der Sohn des Pfarrers in Stapelburg Christian Friedrich John (1756–1815) und dessen zweiter Ehefrau Sophie Philippine Jakobi. Von 1818 bis 1823 besuchte er das Lyceum in Wernigerode und anschließend bis 1827 das Pädagogium Ilfeld. An der Universität Halle studierte er von 1827 bis 1829 Theologie und ging anschließend an die Universität Berlin, an der er 1831 das Examen als Theologe erfolgreich bestand. Im Anschluss arbeitete er einige Jahre privat als Kandidat. 1836 erhielt er die Stelle des Informators bei Graf Anton zu Stolberg-Wernigerode, die er bis 1840 innehatte. Im gleichen Jahr wurde er nach seiner Ordination zum Pastor in Ampfurth ernannt. Ebenfalls 1840 heiratete John in Magdeburg Caroline Auguste Marie Bollmann. Im Januar 1852 wechselte er als Pfarrer nach Neinstedt, wo er bis zu seiner Emeritierung am 15. Oktober 1873 amtierte. John war auch kompositorisch tätig.

## Schriften
- Der Pastor König von Anderbeck oder der neue Marschall Vorwärts, beleuchtet in gesinnungsvollen Anmerkungen über seinen rechten Standpunkt, Magdeburg 1844.
- Getreue und ausführliche Nachricht von Dr Martin Luthers seligem Abscheiden und christlichem Leichenbegängniß nebst einem Anhange enthaltend einige seiner letzten Predigten zur dreihundertjährigen Gedächtnißfeier seines Todes am 18 Februar 1846,  Magdeburg, Falckenberg und Komp. 1846.
- Kurze Nachricht von Dr Martin Luthers seligem Abscheiden und christlichem Leichenbegängniss Ebenda 1846.
- Preussenlied von H. Möwes, vormals Pastor zu Altenhausen und Ivenrode, komponiert für eine Singstimme mit Begleitung des Pianoforte von G.A. John.
- Allerlei Aufsätze und Gedichte im Hallischen Volksblatt für Stadt und Land.